# KJBZ-FM
KJBZ es una estación de radio localizada en Laredo (Texas). Es más conocida como Z93. Emite música tejana para los radio escuchas de Laredo y Nuevo Laredo.